# Buben, baraban
Buben, baraban (russisk: Бубен, барабан) er en russisk spillefilm fra 2009 af Aleksej Mizgirjov.

## Medvirkende
- Natalja Negoda som Katja
- Jelena Ljadova
- Dmitrij Kulitjkov
- Sergej Neudatjin som Igor
- Aleksandr Aljosjkin som Andrej